# Harry Potter och Hemligheternas kammare (film)
Harry Potter och Hemligheternas kammare är en brittisk äventyrs-fantasyfilm från 2002, regisserad av Chris Columbus och baserad på boken med samma namn av J.K. Rowling.

## Handling
Den unge trollkarlen Harry Potter (Daniel Radcliffe) går tillsammans med kompisarna Hermione Granger (Emma Watson) och Ron Weasley (Rupert Grint) på Hogwarts skola för häxkonster och trolldom. 
Harry Potter påbörjar andra året på den magiska skolan Hogwarts trots att han har fått varningar om att han bör hålla sig därifrån. På skolan börjar snart mystiska saker inträffa, elever blir förstenade. Kan det vara en okänd arvtagare till svartkonstnären Salazar Slytherin som ligger bakom detta? Och vad är egentligen Hemligheternas kammare och det ohyggliga som sägs lura där?

## Filmning

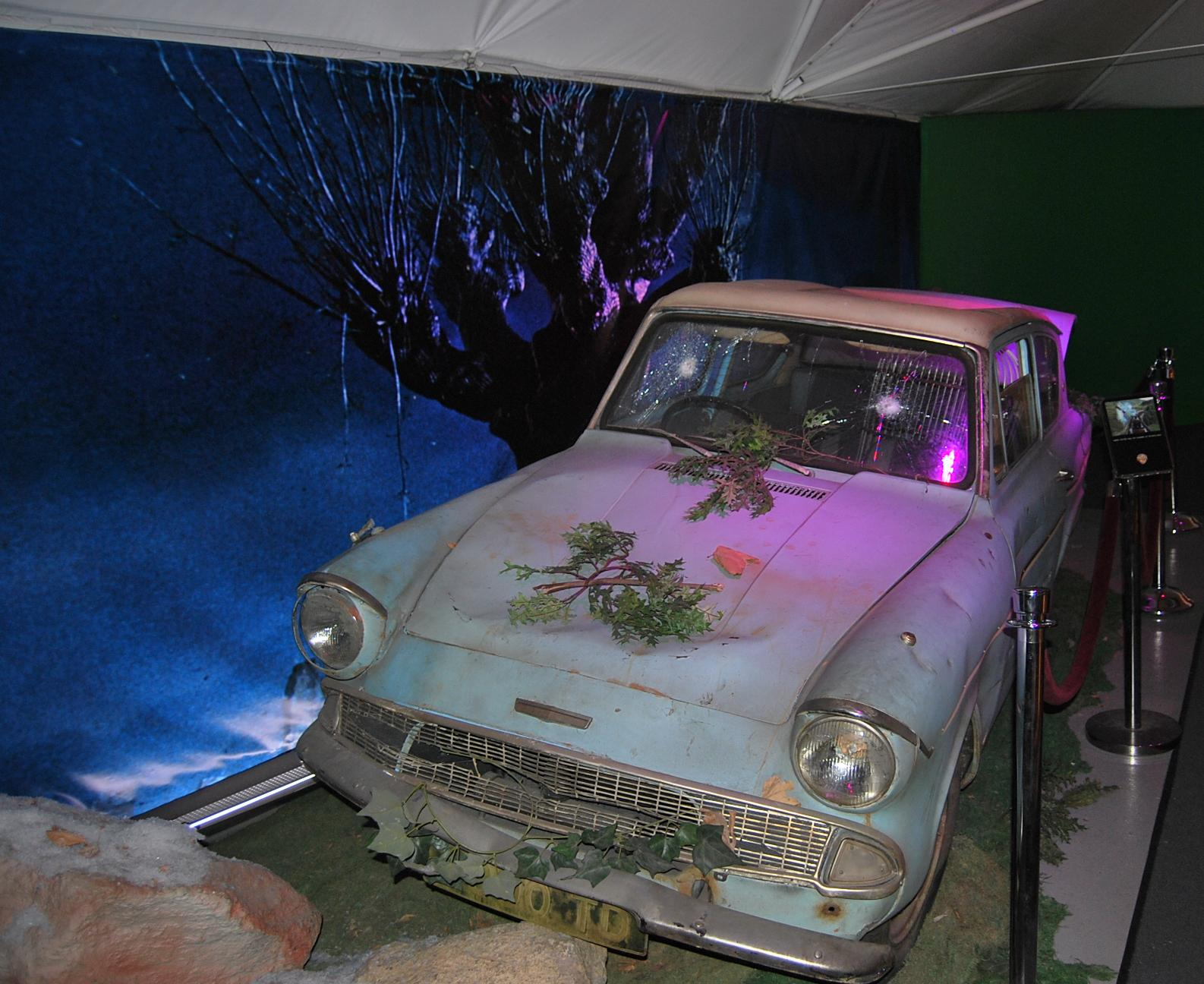
Den "flygande bilen" som användes i filmen.

Filmen är inspelad på flera platser i England och Skottland. Weasleys hus byggdes upp utanför byn Abbots Langley i Hertfordshire, England. Flygscenerna där Harry och Ron åker med familjen Weasleys flygande bil vid Hogwartsexpressen är tagna vid Glenfinnan Viaduct, Highland, Skottland. Flera scener med omgivningarna kring Hogwarts är tagna i Glencoe i Skottland. Scenen där bilen landar i ett träd är tagna utanför Alnwick Castle i norra England. Katedralen i Gloucester blir skolans korridorer medan andra skolscener är tagna i Bodleian Library i Oxford.

## Filmmusik
Soundtracket till Harry Potter och hemligheternas kammare kom ut 12 november 2002. Musiken är komponerad av John Williams, men bearbetades sedan av William Ross.

## Rollista i urval
| Roll                  | Skådespelare      | Svensk röst              |
| --------------------- | ----------------- | ------------------------ |
| Harry Potter          | Daniel Radcliffe  | Niels Pettersson         |
| Ron Weasley           | Rupert Grint      | Jesper Adefelt           |
| Hermione Granger      | Emma Watson       | Jasmine Heikura          |
| Unge Rubeus Hagrid    | Martin Bayfield   | Allan Svensson           |
| Oliver Wood           | Sean Biggerstaff  | Andreas Rothlin Svensson |
| Argus Filch           | David Bradley     | Mikael Roupé             |
| Gyllenroy Lockman     | Kenneth Branagh   | Fredrik Dolk             |
| Nästan huvudlöse Nick | John Cleese       | Kristian Ståhlgren       |
| Rubeus Hagrid         | Robbie Coltrane   | Allan Svensson           |
| Filius Flitwick       | Warwick Davis     | Dick Eriksson            |
| Dean Thomas           | Alfred Enoch      | Paolo Saka               |
| Draco Malfoy          | Tom Felton        | Lucas Krüger             |
| Aragog (röst)         | Julian Glover     | Adam Fietz               |
| Vernon Dursley        | Richard Griffiths | Lars Amble               |
| Cornelius Fudge       | Robert Hardy      | Guy de la Berg           |
| Albus Dumbledore      | Richard Harris    | Torsten Wahlund          |
| Missnöjda Myrtle      | Shirley Henderson | Jennie Jahns             |
| Gregory Goyle         | Joshua Herdman    | Tin Carlsson             |
| Lucius Malfoy         | Jason Isaacs      | Jonas Malmsjö            |
| Poppy Pomfrey         | Gemma Jones       | Annica Smedius           |
| Dobby (röst)          | Toby Jones        | Dick Eriksson            |